# Februarie 2015
Acest articol este generat integral pe baza informațiilor din articolul 2015 și este actualizat periodic de un robot.
 Editările făcute în articol vor fi șterse la următoarea actualizare! Dacă doriți să faceți modificări, editați articolul-sursă.

ianuarie -
februarie -
martie -
aprilie -
mai -
iunie -
iulie -
august -
septembrie -
octombrie -
noiembrie -
decembrie
Februarie 2015 a fost a doua lună a anului și a început într-o zi de duminică.

## Evenimente

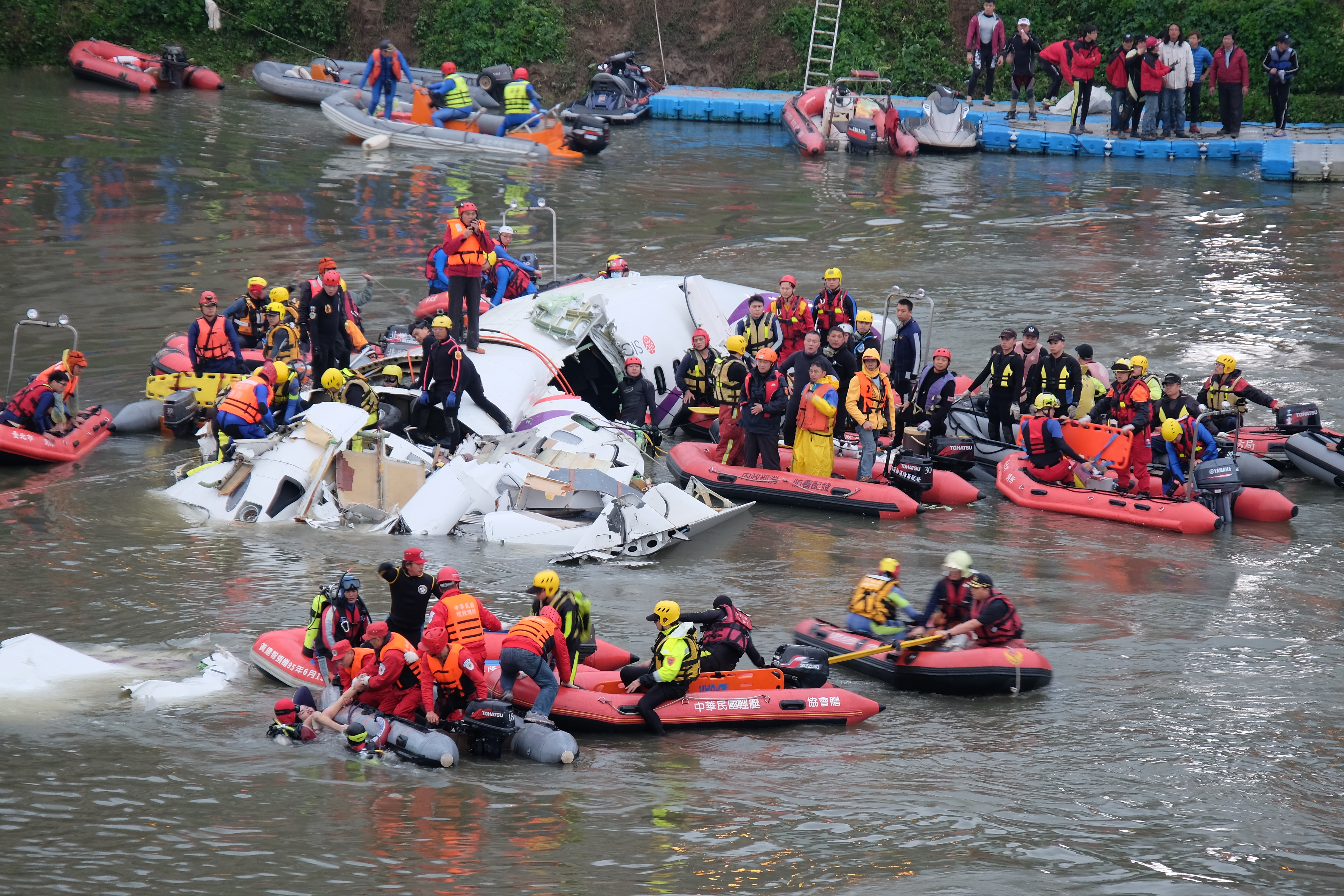
4 februarie: Zborul GE235 al TransAsia Airways, cu 58 persoane la bord s-a prăbușit în Taiwan. 43 persoane au murit, iar alte 17 au fost rănite (2 de la sol).

- 3 februarie: Potrivit unui nou bilanț al ONU, numărul deceselor în conflictul din Ucraina a ajuns la 5.358, iar ar răniților la 12.235.[1]
- 4 februarie: Zborul GE235 al TransAsia Airways, cu 58 persoane la bord s-a prăbușit în Taiwan. 43 persoane au murit, iar alte 17 au fost rănite (două la sol).
- 5 februarie: Tabloul Nafea Faa Ipoipo (Când te vei căsători?), pictat de francezul Paul Gauguin în 1892 și care prezintă două fete din Tahiti, a fost vândut pentru 300 de milioane dolari, devenind cea mai scumpă operă de artă din istorie.
- 8 februarie: Premiile Grammy 2015: Sam Smith a triumfat la patru categorii, iar Beck a obținut premiul pentru cel mai bun album.[2]
- 7-8 februarie: Turneul de tenis de la Galați, în cadrul Grupei a II-a Mondiale din Fed Cup.
- 11 februarie: Republica Moldova: Guvernul Iurie Leancă 2 nu a primit votul de încredere din partea parlamentului. Pentru numirea guvernului erau necesare voturile a cel puțin 51 de deputați, pro au votat doar 42.[3][4]
- 12 februarie: Minsk: - După 16 ore de negocieri între președinții Ucrainei, Petro Poroșenko, Rusiei, Vladimir Putin, Franței, François Hollande și cancelarul german Angela Merkel s-a semnat acordul de încetare a focului în Ucraina. Acordul prevede o serie de termene limită.
- 13 februarie: Președinta Argentinei, Cristina Kirchner, a fost pusă oficială sub acuzare pentru că ar fi obstrucționat justiția și ar fi acoperit implicarea Iranului într-un atac din 1994 asupra unui centru al comunității evreiești din Buenos Aires soldat cu moartea a 85 de persoane.
- 14 februarie: Papa Francisc a ridicat 20 de clerici la treapta de cardinal, între care s-a numărat Karl Josef Rauber, fost nunțiu în Ungaria și Republica Moldova.
- 14 februarie: Atac armat asupra unui centru cultural la Copenhaga unde se desfășura o dezbatere despre islamism și libertatea de exprimare. Un civil și-a pierdut viața și 3 polițiști au fost răniși.
- 14 februarie: Radu Jude a câștigat Ursul de Argint pentru cea mai bună regie cu lungmetrajul Aferim!, la cea de-a 65-a ediție a galei Festivalului de Film de la Berlin.
- 15 februarie: Al doilea atac armat de la Copenhaga, de data asta asupra unei sinagogi. Doi polițiști au fost răniți. Poliția daneză a împușcat un bărbat, despre care susține că este atât autorul atacului de la sinagogă cât și al atacului terorist la o cafenea din capitala daneză.
- 18 februarie: Parlamentul elen l-a ales pe Prokopis Pavlopoulos drept noul președinte al Greciei.[5]
- 18 februarie: Parlamentul din R. Moldova numește un nou guvern cu Chiril Gaburici ca prim-ministru și un sprijin legislativ format de PLDM, PDM și PCRM.[6]
- 19 februarie: Studii de cercetare publicate în revista Nature arată că o mare parte din litiu în univers a fost produs de nove.
- 20 februarie: Militanții jihadiști din gruparea Statul Islamic (IS) au executat 150 de civili în vestul Irakului, unde au loc confruntări pentru controlul asupra orașului Al-Baghdadi.
- 22 februarie: Ceremonia de decernare a Premiilor Oscar 2015: Pelicula Birdman câștigă Premiul Oscar pentru cel mai bun film, Alejandro González Iñárritu câștigă Premiul Oscar pentru cel mai bun regizor, Eddie Redmayne câștigă Oscarul pentru cel mai bun actor în rol principal, Julianne Moore câștigă Oscarul pentru cea mai bună actriță în rol principal. Premiul Oscar pentru cel mai bun film străin a fost acordat peliculei Ida de Pawel Pawlikowski (Polonia).[7]
- 24 februarie: Nouă oameni, printre care și atacatorul, au fost uciși într-un atac armat în orașul ceh Uherský Brod. Autoritățile cehe au declarat că nu este un act terorist.

## Decese
- 1 februarie: Aldo Ciccolini, 89 ani, pianist italian (n. 1925)
- 1 februarie: Udo Lattek, 82 ani, fotbalist (atacant) și antrenor german (n. 1935)
- 2 februarie: Tibor Bitskey, 85 ani, actor maghiar (n. 1929)
- 3 februarie: Ion Nunweiller, 79 ani, fotbalist român (n. 1936)
- 4 februarie: John Barber, 85 ani, pilot englez de Formula 1 (n. 1929)
- 5 februarie: Val Logsdon Fitch, 91 ani, fizician american, laureat al Premiului Nobel (1980), (n. 1923)
- 5 februarie: Eudochia Zavtur, 61 ani, artistă plastică din Republica Moldova (n. 1953)
- 6 februarie: Mircea Deac,  93 ani, critic de artă român (n. 1921)
- 7 februarie: Assia Djebar, 78 ani, scriitoare, traducătoare și producătoare algeriană de film (n. 1936)
- 11 februarie: Lou Shaw, 89 ani, scenarist și producător de film american (n. 1925)
- 14 februarie: Michele Ferrero, 89 ani, om de afaceri italian (Ferrero SpA), (n. 1925)
- 14 februarie: Louis Jourdan (n. Louis Robert Gendre), 93 ani, actor francez de film (n. 1921)
- 14 februarie: Octavian Naghiu, 81 ani, solist român de operă (tenor), (n. 1933)
- 16 februarie: John Davies, 76 ani, istoric galez (n. 1938)
- 16 februarie: Lorena Rojas (Seydi Lorena Rojas Gonzalez), 44 ani, actriță (Zapata) și cântăreață mexicană (n. 1971)
- 16 februarie: Radu Simion, 75 ani, naist român (n. 1940)
- 20 februarie: György Jánosházy, 92 ani, jurnalist și traducător maghiar (n. 1922)
- 21 februarie: Camil Mureșanu, 87 ani, academician român (n. 1927)
- 21 februarie: Christopher Price, 83 ani, om politic britanic (n. 1932)
- 22 februarie: Mihai Olos, 74 ani, artist plastic român (n. 1940)
- 23 februarie: James Aldridge, 97 ani, romancier britanic de etnie australiană (n. 1917)
- 26 februarie: Sergiu Adam, 78 ani, poet, prozator și traducător român (n. 1936)
- 27 februarie: Boris Nemțov, 55 ani, politician rus (n. 1959)
- 27 februarie: Leonard Nimoy, 83 ani, actor american (Star Trek), (n. 1931)
- 28 februarie: Yașar Kemal, 91 ani, romancier turc (n. 1923)